# El Berrón
El Berrón es una localidad perteneciente a la parroquia de La Carrera, en el concejo asturiano de Siero. Se sitúa a 3,1 km de Pola de Siero y a 13 de Oviedo. Su población es de 3.315 habitantes.

## Descripción

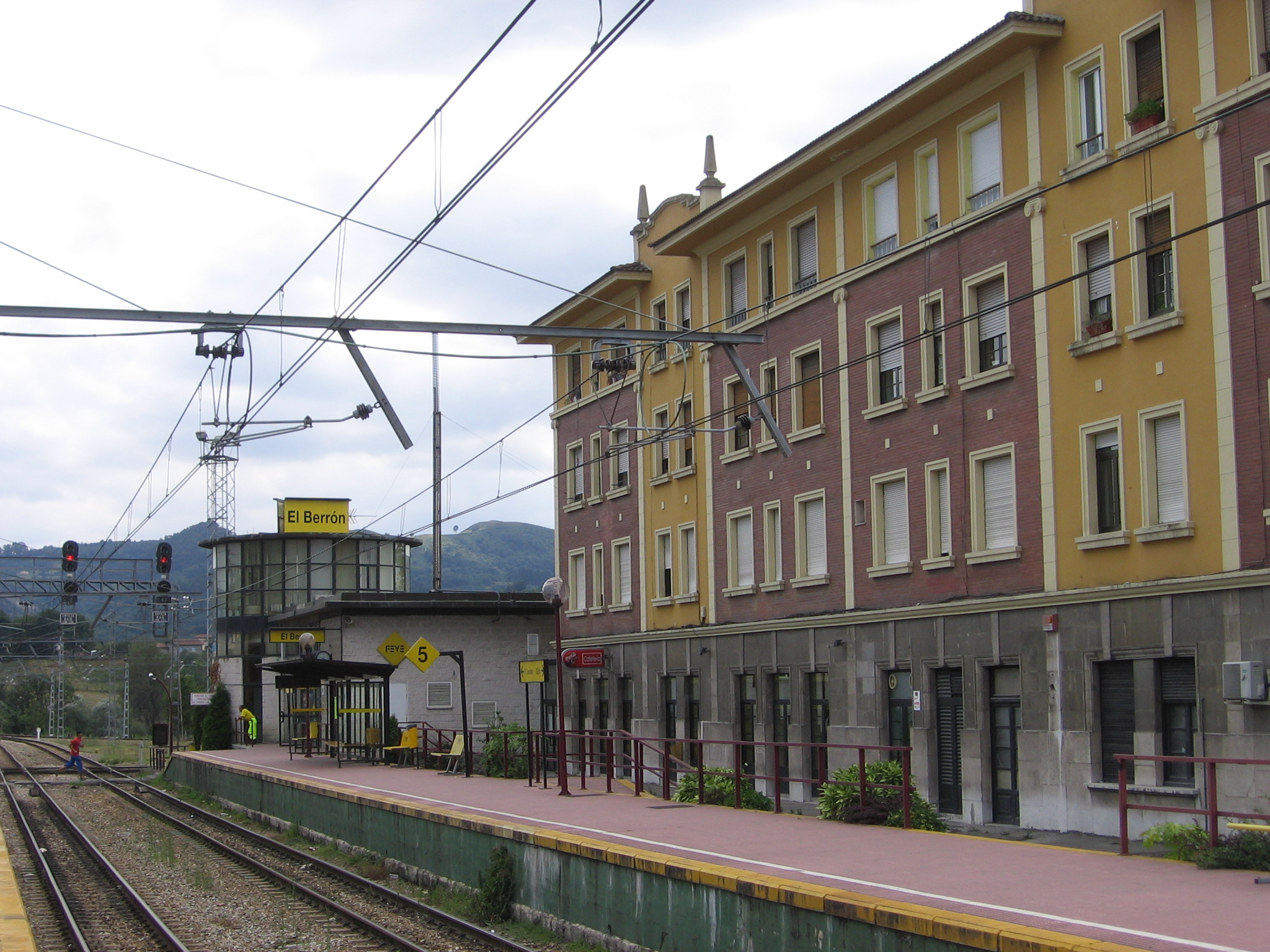
Estación de El Berrón

Su nombre se debe a la existencia de una cuadra de cerdos sementales (verrones), a donde los habitantes de la zona llevaban a sus cerdas a preñar, derivando la expresión "Voi llevar la gocha al berrón" a "Voi al berrón", y luego al zoónimo actual.
Tiene importantes actividades industriales en el cruce de las carreteras de Santander a Oviedo y de Langreo a Gijón. El Berrón debe su crecimiento al ferrocarril, siendo el cruce de los antiguos Ferrocarriles Económicos de Asturias y del FC Langreo (hoy RENFE), siendo su estación aún hoy un importante centro logístico, intercambio de pasajeros y mantenimiento de trenes. Ello ha generado un espacio de patrimonio vinculado al ferrocarril que se conserva en parte: Palacete El Colegial, varios grupos de viviendas para empleados del ferrocarril, etc. 
Tiene casa de cultura, centro deportivo, colegio y celebra sus fiestas en el mes de julio en honor de san Martín de Tours. Cada 4 de enero celebra una cabalgata con el Príncipe Aliatar.
- Datos: Q8772841